# Església de Sant Agustí (Tarragona)
L'Església de Sant Agustí és una església del municipi de Tarragona protegida com a bé cultural d'interès local. De l'antic convent de Sant Agustí, que abans va pertànyer als jesuïtes de Tarragona. No obstant, al llarg dels segles solament resta el valor artístic vinculat amb obres de l'art antic romà, juntament amb certs trets característics de l'Escola del Camp.
Actualment és custodiada pels sacerdots de la parròquia de Sant Francesc, a la qual pertany.
L'escut de la façana està protegit i declarat BCIN.

## Descripció
Església d'una nau amb coberta de canó amb llunetes i d'aresta a les capelles laterals. Cal destacar la façana d'estil barroc, on hi ha una interessant portalada de pedra amb escultures. I als costats s'ubiquen les i acabada, als costats, amb dues torres campanar amb teules esmaltades.
Es tracta d'un edifici d'una sola nau de planta rectangular amb 35,5 m de llargada i 9 m d'amplada a la nau central i 5 m a les capelles allotjades entre els contraforts. Té tribunes a la planta superior, està coberta amb volta de canó (en destaquen els esgrafiats), presenta llunetes i arcs de mig punt. Les capelles es tanquen amb voltes d'aresta.
L'església respon a una barreja d'estils, pròpia del Renaixement i la façana és d'estil barroc classicista. La portalada està profusament decorada amb un fris de l'Epifania de l'època en la qual els Agustins van ocupar el convent (a finals del segle XVIII: 1795), al frontó hi ha un gran escut (quarterat amb un arbre, mans, àguila i obelisc sota una cimera). També es conserva davant del presbiteri una gran cripta funerària. A la porta hi ha un crismó amb els símbols de l'alfa i l'omega. Al damunt hi ha dues inscripcions en una mena de papirs de metall.

## Història
Els jesuïtes van vindre a Tarragona a mitjans del segle XVI per ordre del Cardenal Gaspar Cervantes de Gaeta. Posteriorment, a l'any 1576 s'inicia la construcció una vegada que el capítol de la catedral donés el permís per construir i després de la mort del Cardenal Cervantes. La seva edificació va ser lenta per la manca de diners, però va tirar endavant gràcies a l'arquebisbe Antoni Agustín i fou acabada al segle següent (segurament el 1584 estaven realitzades les parts més essencials). Va pertànyer a la companyia de Jesús (formava part de la casa del noviciat) i es va beneir sota l'advocació dels Sants Reis (per la devoció que els tenia el Cardenal Cervantes).
El 1767, el Rei Carles III expulsa d'Espanya l'ordre dels Jesuïtes, per l'any 1780, donar-li l'església, i altres béns, a l'ordre dels Agustins i es va canviar la seva denominació. Amb la desamortització de Mendizábal, els agustins es van veure obligats a deixar l'església, que passà als pares Claretians del Cor de Maria.
Un important benefactor fou Onofre Morell, l'escut del qual es troba a la façana juntament amb la seva lauda sepulcral, fins a l'any 1969, quan arran de les obres al centre del prevere, es troba a un mur.
Dins es conservava el sagrari de Sant Agustí, una obra realitzada per Jujol aproximadament cap a l'any 1944 per als pares claretians. Aquests el van vendre a Pasqual Carreras, del mas Carreras de Roda de Berà. Actualment obra en poder dels pares Claretians, que van deixar l'església l'any 2014.
El 1990 va ser objecte d'una profunda restauració.
El 2014 es va anunciar que l'església es convertiria en Museu de la Setmana Santa tarragonina. Finalment, s'ha mantingut com a lloc de culte depenent de la parròquia de sant Francesc, però, i a la vegada, també en exposició permanent de deu passos de Setmana Santa que no tenien lloc on allotjar-se, i en la seu de l'Agrupació d'Associacions de la Setmana Santa de Tarragona.